# Hawái
Singles de Maluma
Feel the Beat
(2020) Parce
(2020)
Clip vidéo
[vidéo] « Hawái », sur YouTube
Háwai est une chanson du chanteur colombien Maluma parue sur son cinquième album Papi Juancho. Elle est sortie le 29 juillet 2020 sous le label Sony Music Latin en tant que deuxième single de l'album. La chanson a notamment atteint la première place des classements en Argentine, au Chili, en Colombie, en Espagne, au Mexique, au Panama et au Paraguay. Hawái a en outre atteint la troisième place du classement Billboard Global 200 et c'est la première chanson à atteindre la 1re place du classement Billboard Global Excl. US.
Un remix de la chanson avec le chanteur canadien The Weeknd est sorti le 5 novembre 2020, accompagné d'un clip vidéo.

## Clip vidéo
Le clip vidéo de Hawái est sorti le même jour que le single. Tournée à Miami, la vidéo a été réalisée par Jessy Terrero et met en vedette Maluma et le mannequin Yovanna Ventura. Dans le clip, Maluma se dispute avec sa petite amie (représentée par Ventura) et rompt par conséquent avec elle. Maluma procède à la cérémonie de mariage de son ex pour la reconquérir.

## Prestations en public
Le 30 août 2020, Maluma a interprété Hawái lors des MTV Video Music Awards 2020. Il a interprété la chanson dans un « concert au volant » à New York sur une scène près de l'East River. Il a également interprété la chanson lors des Prix Billboard de musique latine 2020 et aux MTV Europe Music Awards de 2020 dans un medley avec la chanson Djadja (Remix) d'Aya Nakamura.

## Classements et certifications
| Classement (2020–21)               | Meilleure position |
| ---------------------------------- | ------------------ |
| Argentine (Hot 100)                | 1                  |
| Australie (ARIA)                   | 88                 |
| Belgique (Flandre Ultratip 100)    | 31                 |
| Belgique (Wallonie Ultratip 50)    | Tip                |
| Bolivie (Monitor Latino)           | 1                  |
| Brésil (Top 100 Airplay)           | 43                 |
| Brésil (Pop Internacional)         | 4                  |
| Chili (Monitor Latino)             | 1                  |
| Colombie (National-Report)         | 1                  |
| Costa Rica (Fonotica)              | 1                  |
| Croatie (HRT)                      | 57                 |
| Équateur (Monitor Latino)          | 1                  |
| Espagne (Promusicae)               | 1                  |
| États-Unis (Hot 100)               | 55                 |
| États-Unis (Hot Latin Songs)       | 1                  |
| États-Unis (Latin Airplay)         | 1                  |
| États-Unis (Latin Rhythm Airplay)  | 1                  |
| États-Unis (Rolling Stone Top 100) | 49                 |
| France (SNEP)                      | 86                 |
| France (SNEP Ventes)               | 41                 |
| Global 200 (Billboard)             | 3                  |
| Grèce (IFPI)                       | 84                 |
| Guatemala (Monitor Latino)         | 1                  |
| Honduras (Monitor Latino)          | 1                  |
| Hongrie (Single Top 40)            | 30                 |
| Irlande (Irish Singles Chart)      | 52                 |
| Italie (FIMI)                      | 41                 |
| Mexique (México Airplay)           | 1                  |
| Nicaragua (Monitor Latino)         | 1                  |
| Panama (Monitor Latino)            | 1                  |
| Paraguay (SGP)                     | 1                  |
| Pays-Bas (Single Tip)              | 15                 |
| Pérou (Monitor Latino)             | 1                  |
| Portugal (AFP)                     | 2                  |
| République dominicaine (SodinPro)  | 1                  |
| Roumanie (Airplay 100)             | 19                 |
| Royaume-Uni (UK Singles Chart)     | 84                 |
| Singapour (RIAS)                   | 25                 |
| Slovaquie (IFPI Singles Digitál)   | 64                 |
| Suisse (Schweizer Hitparade)       | 8                  |
| Uruguay (Monitor Latino)           | 3                  |
| Venezuela (Monitor Latino)         | 1                  |

| Classement (2020)                 | Position |
| --------------------------------- | -------- |
| Argentine (Monitor Latino)        | 16       |
| Bolivie (Monitor Latino)          | 5        |
| Chili (Monitor Latino)            | 16       |
| Équateur (Monitor Latino)         | 7        |
| États-Unis (Hot Latin Songs)      | 14       |
| États-Unis (Latin Airplay)        | 24       |
| États-Unis (Latin Rhythm Airplay) | 19       |
| Guatemala (Monitor Latino)        | 14       |
| Honduras (Monitor Latino)         | 9        |
| Mexique (AMPROFON)                | 3        |
| Mexique (Monitor Latino)          | 4        |
| Nicaragua (Monitor Latino)        | 25       |
| Panama (Monitor Latino)           | 5        |
| Paraguay (Monitor Latino)         | 7        |
| Pérou (Monitor Latino)            | 18       |
| Suisse (Schweizer Hitparade)      | 77       |
| Uruguay (CUD)                     | 2        |
| Venezuela (Monitor Latino)        | 8        |

| Pays | Certification | Ventes   |
| --- | ------------- | -------- |
| Canada (Music Canada)                                                                                            | Or            | 40 000‡  |
| Espagne (Promusicae)                                                                                             | 4 × Platine   | 160 000‡ |
| Italie (FIMI) | Or            | 35 000‡  |
| Mexique (AMPROFON)                                                                                               | Diamant       | 480 000‡ |
| Portugal (AFP)                                                                                                   | Platine       | 10 000‡  |
| ^Mise en rayon selon la certification xNon précisé par la certification ‡ventes/streaming selon la certification |               |          |

## Historique de sortie
| Pays   | Date            | Format                                  | Label(s)         | Réf.  |
| ------ | --------------- | --------------------------------------- | ---------------- | ----- |
| Divers | 29 juillet 2020 | Diffusion radio (rhythmic contemporary) | Sony Music Latin | [ 8 ] |

## Remix de The Weeknd
Singles par The Weeknd
Over Now
(2020)
Clip vidéo
[vidéo] « Hawái (Remix) », sur YouTube
Hawái (Remix) est la version remixée où apparaît le chanteur canadien The Weeknd en featuring. Elle est sortie le 5 novembre 2020, accompagnée d'un clip vidéo. La chanson mélange l'espagnol avec l'anglais, The Weeknd commençant la chanson avec un couplet en anglais et chantant le refrain en espagnol.
Après sa sortie, le remix atteint notamment la première place en Argentine, la 12e place du classement Billboard Hot 100 américain et la 21e place du Hot 100 canadien.

### Classements hebdomadaires
| Classement (2020–21)                    | Meilleure position |
| --------------------------------------- | ------------------ |
| Allemagne (GfK Entertainment)           | 62                 |
| Argentine (Hot 100)                     | 1                  |
| Autriche (Ö3 Austria Top 40)            | 58                 |
| Belgique (Flandre Ultratip 100)         | 11                 |
| Belgique (Wallonie Ultratop 50 Singles) | 27                 |
| Belgique (Wallonie Ultratop 50 Airplay) | 25                 |
| Canada (Hot 100)                        | 21                 |
| Canada (CHR/Top 40)                     | 46                 |
| États-Unis (Hot 100)                    | 12                 |
| États-Unis (Pop Airplay)                | 34                 |
| États-Unis (Rhythmic Songs)             | 19                 |
| États-Unis (Rolling Stone Top 100)      | 5                  |
| Global 200 (Billboard)                  | 3                  |
| Grèce (IFPI)                            | 33                 |
| Italie (FIMI)                           | 41                 |
| Lituanie (AGATA)                        | 33                 |
| Nouvelle-Zélande (RMNZ Hot Singles)     | 8                  |
| Pays-Bas (Nederlandse Top 40)           | 17                 |
| Pays-Bas (Single Top 100)               | 21                 |
| Portugal (AFP)                          | 30                 |
| Suède (Sverigetopplistan)               | 28                 |
| Uruguay (Monitor Latino)                | 2                  |

### Historique de sortie
| Pays   | Date            | Format                       | Label(s)         | Réf.   |
| ------ | --------------- | ---------------------------- | ---------------- | ------ |
| Divers | 5 novembre 2020 | - Téléchargement - streaming | Sony Music Latin | [ 74 ] |

## Version de Beatriz Luengo
En 2020, l'actrice et chanteuse Beatriz Luengo propose sa propre version féministe de la chanson.